# Charlene Lipsey
Charlene Lipsey (Hempstead, 16 juli 1991) is een atleet uit de Verenigde Staten van Amerika.
Ze studeerde van 2010 tot 2013 aan de Louisiana State University.
Op de Wereldkampioenschappen atletiek 2017 liep Lipsey de 800 meter. In een tijd van 1.58,73 werd ze zevende.
In februari 2018 liep Lipsey op de 4x800 m estafette een nieuw wereldrecord in een tijd van 8.05,89.

## Persoonlijke records
Outdoor
| Onderdeel         | Prestatie | Plaats                                         | Datum      |
| ----------------- | --------- | ---------------------------------------------- | ---------- |
| 800m              | 1:57.38   | Stade Olympique de la Pontaise, Lausanne (SUI) | 06.07.2017 |
| 1500m             | 4:04.98   | Cambridge, MA (USA)                            | 19.05.2018 |
| Mile              | 4:27.28   | Raleigh, NC (USA)                              | 03.08.2018 |
| 4x400m            | 3:35.52   | Baton Rouge, LA (USA)                          | 18.04.2015 |
| 4x800m            | 8:07.65   | Eugene, OR (USA)                               | 26.07.2014 |
| afstandsestafette | 11:16.82  | Austin, TX (USA)                               | 31.03.2012 |

Indoor
| Onderdeel              | Prestatie | Plaats                 | Datum      |
| ---------------------- | --------- | ---------------------- | ---------- |
| 600m ind.              | 1:29.85   | New York, NY (USA)     | 07.02.2009 |
| 800m ind.              | 1:58.64   | New York, NY (USA)     | 11.02.2017 |
| 1000m ind.             | 2:37.97   | Albuquerque, NM (USA)  | 05.03.2017 |
| 1500m ind.             | 4:12.24   | New York, NY (USA)     | 04.02.2017 |
| Mile ind.              | 4:30.13   | New York, NY (USA)     | 04.02.2017 |
| 4x400m ind.            | 3:36.45   | Fayetteville, AR (USA) | 26.01.2013 |
| 4x800m ind.            | 8:05.89   | New York, NY (USA)     | 03.02.2018 |
| afstandsestafette ind. | 11:18.75  | Fayetteville, AR (USA) | 10.02.2012 |

bijgewerkt november-2021
- World Athletics: 14326493